# Impacte ambiental
Per impacte ambiental s'entén l'efecte que produeix una determinada acció humana sobre el medi ambient en els seus diversos aspectes. Les accions humanes, motivades per la consecució de diverses finalitats, provoquen efectes col·laterals sobre el medi natural o social. Mentre els efectes perseguits solen ser positius, els efectes secundaris poden ser positius o, el que és més el cas, negatius.
El terme impacte ambiental s'utilitza en dos camps diferenciats, tot i que relacionats entre si: l'àmbit científico-tècnic i el jurídico-administratiu. El primer ha donat lloc al desenvolupament de metodologies per a la identificació i la valoració dels impactes ambientals, compreses en el procés que es coneix com a Avaluació d'Impacte Ambiental (AIA); el segon ha produït tota una sèrie de normes i lleis que obliguen a la Declaració d'Impacte Ambiental (DIA) i ofereixen l'oportunitat que un determinat projecte pugui ser modificat o rebutjat a causa de les seves conseqüències ambientals. Aquest rebuig o modificació es produeix al llarg del procediment administratiu de l'avaluació d'impacte. Gràcies a les avaluacions d'impacte, s'estudien i prediuen algunes de les conseqüències ambientals que ocasiona una determinada acció, de manera a poder evitar-les, atenuar-les o compensar-les. L'Estudi d'Impacte Ambiental (EIA) constitueix el document bàsic pel procés d'Avaluació d'Impacte Ambiental.